# Kościół Najświętszej Maryi Panny Królowej Polski w Słubicach
Kościół pw. Najświętszej Marii Panny Królowej Polski w Słubicach – kościół parafialny należący do parafii pw. Najświętszej Maryi Panny Królowej Polski w Słubicach, dekanatu Rzepin, diecezji zielonogórsko-gorzowskiej, metropolii szczecińsko-kamieńskiej, zlokalizowany w Słubicach, w powiecie słubickim, w województwie lubuskim, mieszczący się przy ul. 1 Maja 31. Budynek wzniesiono w 1775 r. pierwotnie jako budynek strzelnicy miejskiej (Schützenhaus).

## Galeria

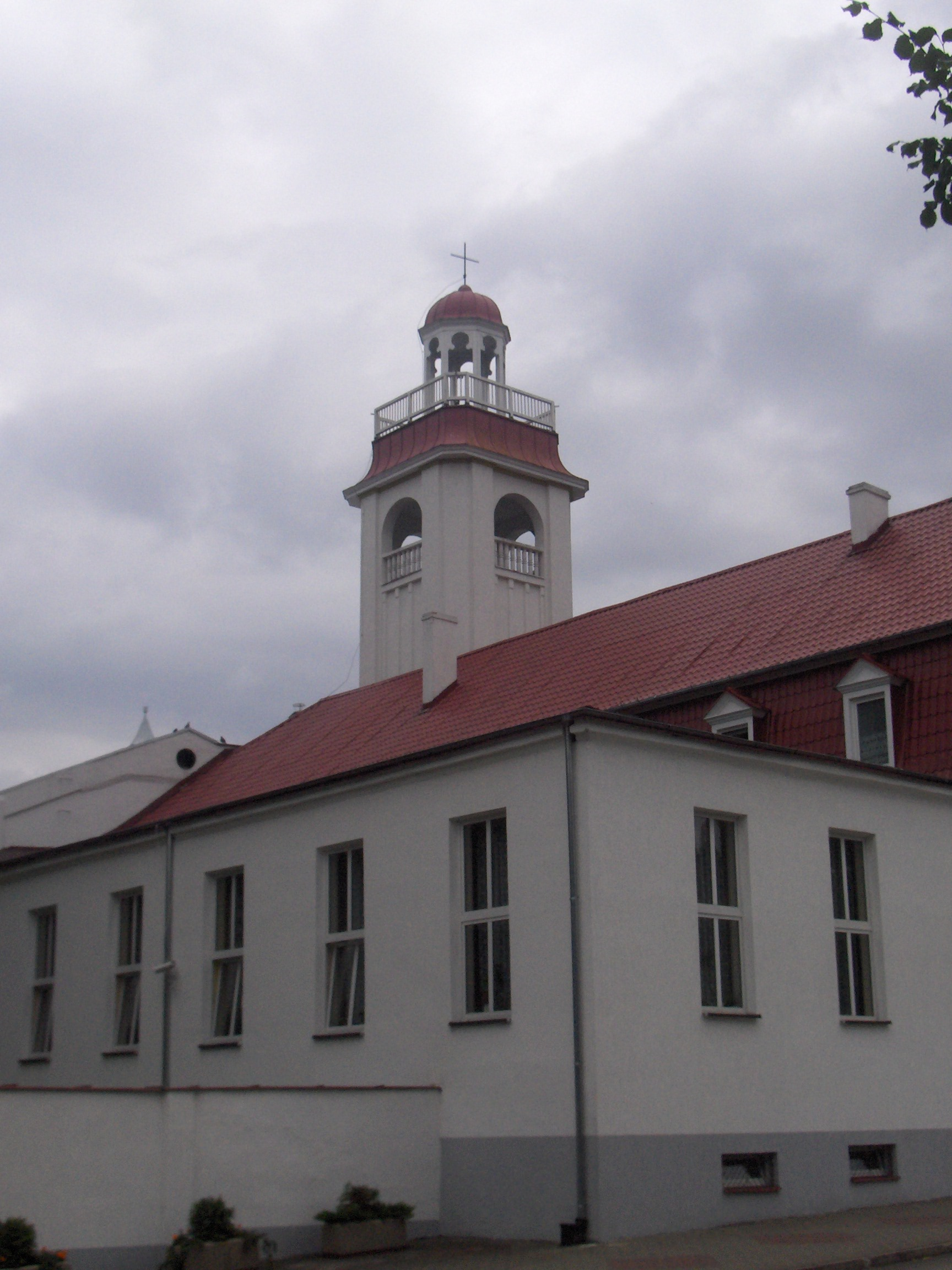
Widok na kościół od strony Al. Niepodległości
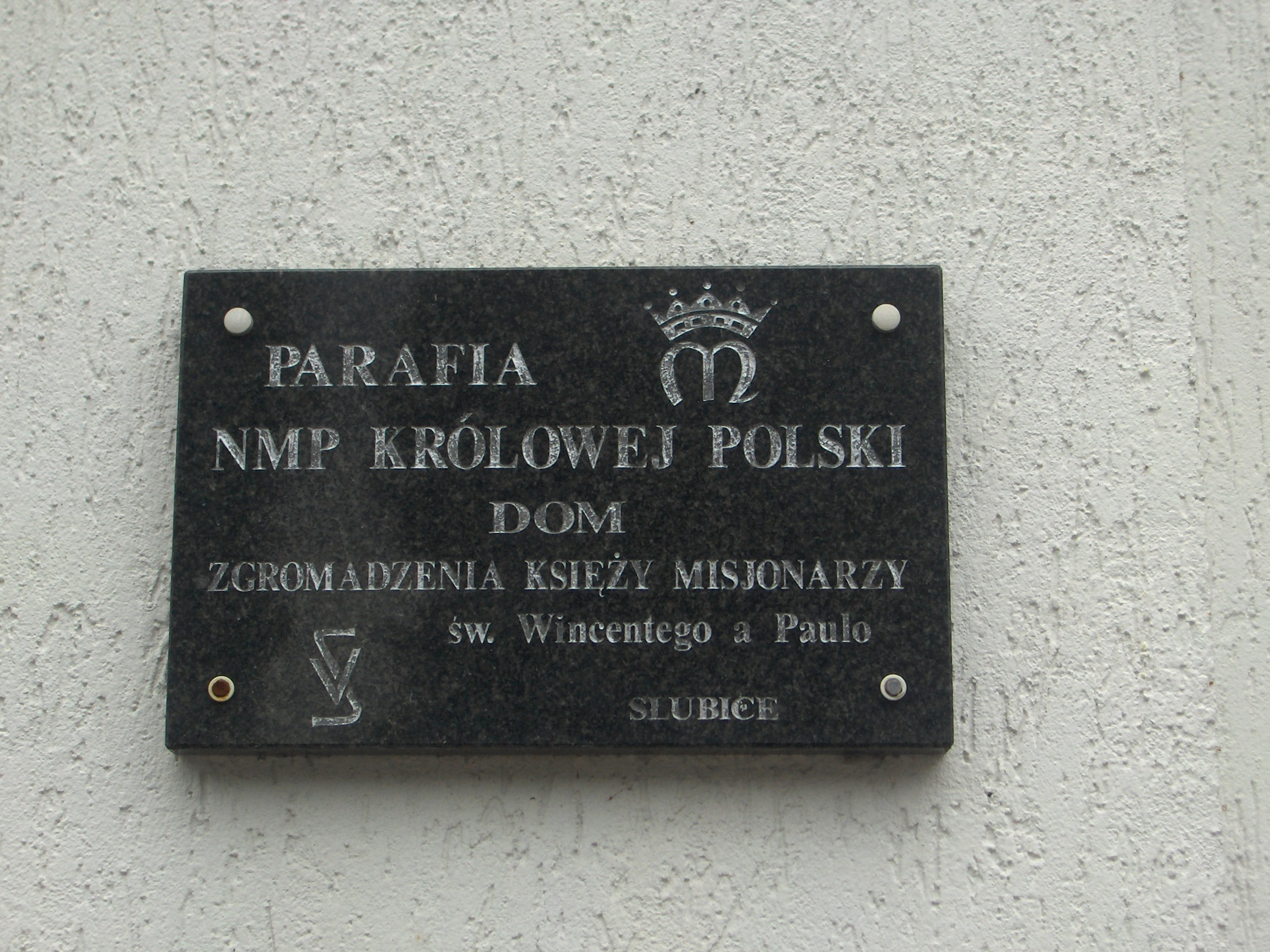
Tablica informacyjna
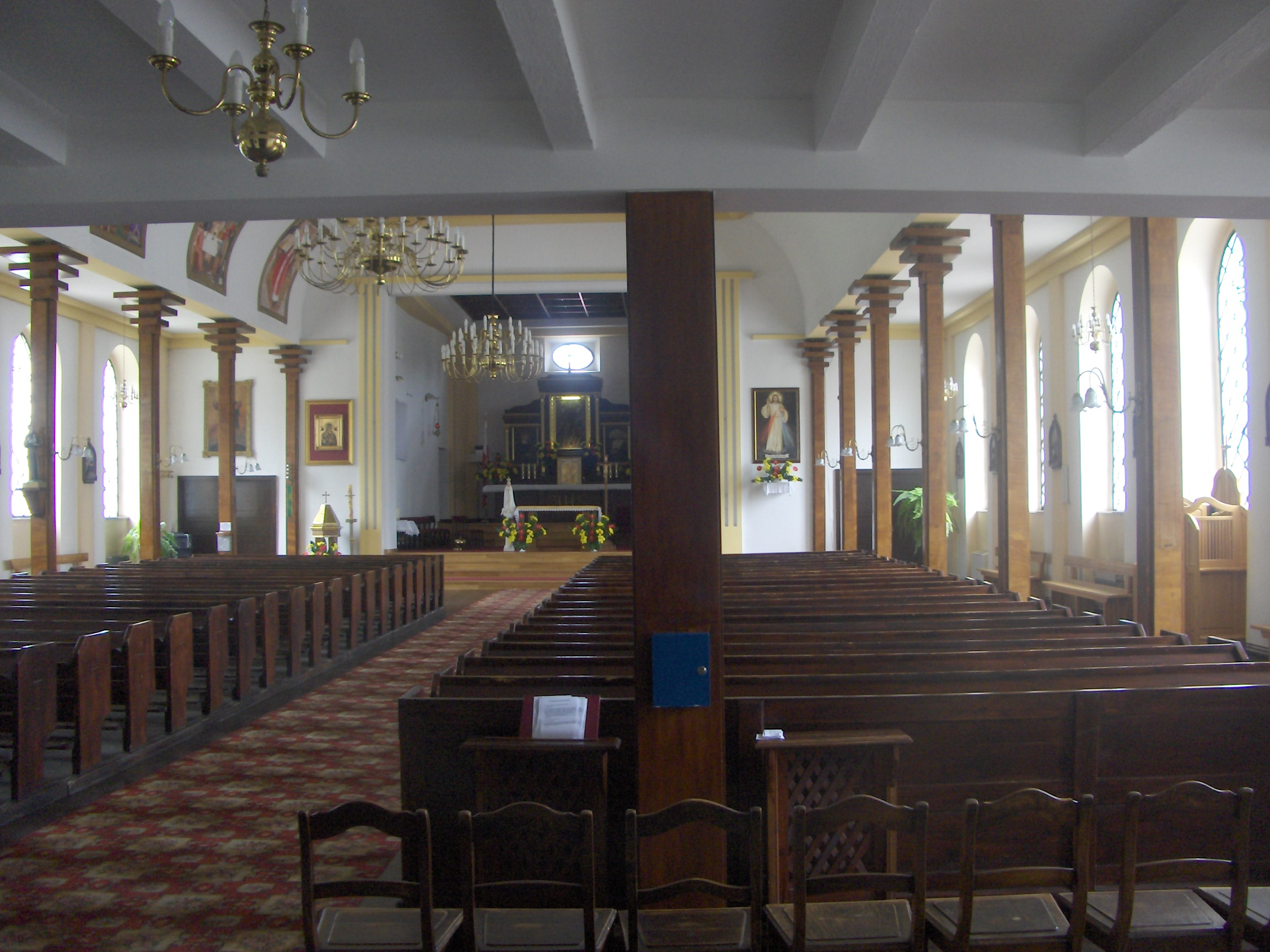
Widok na ołtarz
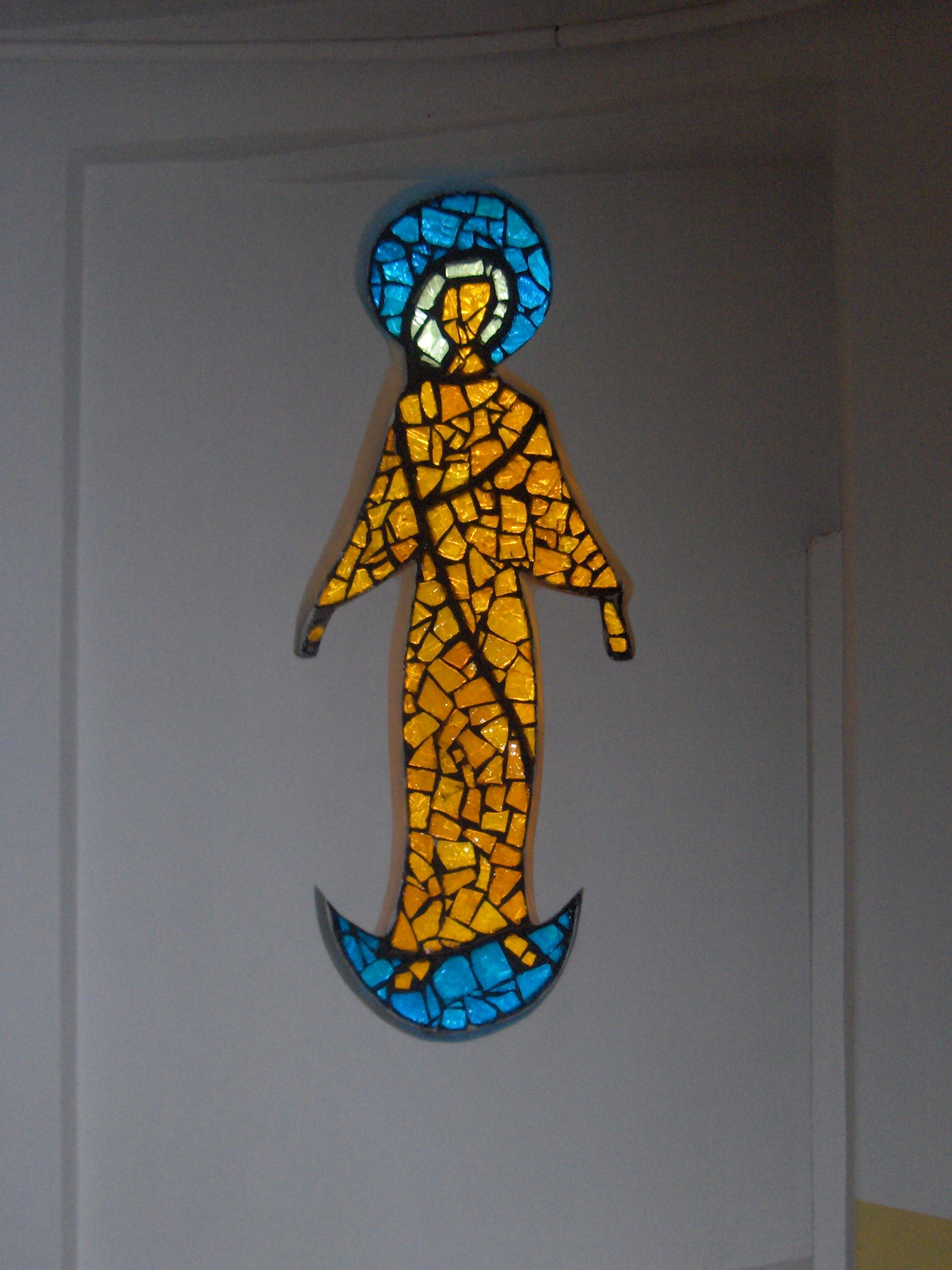
Kościelny witraż ukazujący NMP
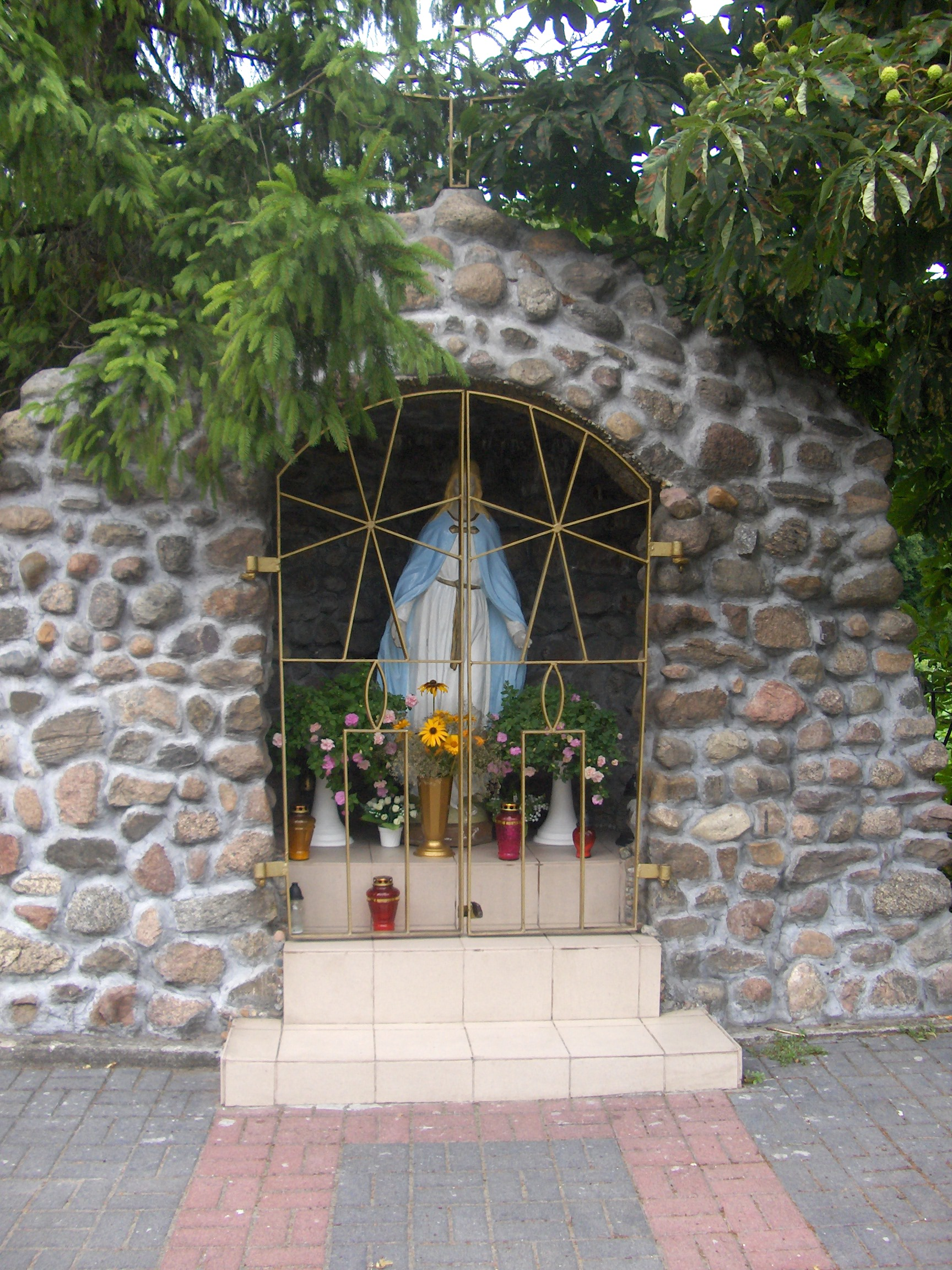
Przykościelna kapliczka maryjna
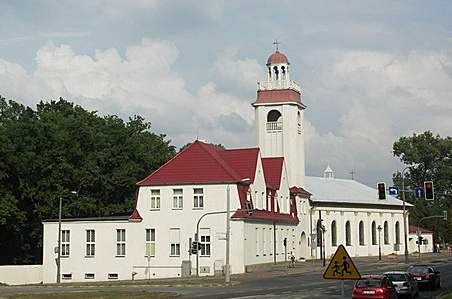
Kościół NMP Królowej Polski (od strony zachodniej)